# Milenko Pajić
Milenko Pajić (Beograd, 1950 — Požega, 2015) bio je srpski pisac i likovni umetnik.

## Biografija
Zastupljen je u antologijama savremene srpske fantastične i postmoderne proze i poezije u prozi.
Organizovao je deset samostalnih i više kolektivnih izložbi u jugoslovenskim i stranim galerijama.
Povremene i stalne rubrike imao je u dnevnim novinama Danas i lokalnim listovima Čačanski glas, Vesti i dr.

## Nagrade
- Milutin Uskoković (1994)
- Laza Kostić (1996)
- Politikina (2004)
- Nolitova (2004)
- Radio Beograda za eksperiment u radiofoniji (2003)
- Užičkog salona likovne umetnosti (2003)
- Andrićeva nagrada (2003)

## Knjige
Objavio je sledeće knjige:
- Jednostavni događaji (1982)
- Nove biografije (1987)
- Put u Vavilon (1992)
- Priče od prozirnog vazduha (1994)
- Umetnik u spavanju (1994)
- Pričina i druga knjiga pričine (1995)
- Ja ili neko drugi (1996)
- Ženidba i agonija (1997)
- Merilin čita Uliksa (1998)
- Lament nad lavaboom (1998)
- Nedelja, pesme (2002)
- Stanica priča Požega (2002)
- O vrstama ćutanja (2003)
- Merilin, filmski roman (2004)
- Mali Marko (2007)
- Srpski s mukom (2008)
- Imam priču za tebe (2009)
- Glečer u mreži (2010)
- Očevina (2013)

### Priređena izdanja
- Dvojnik, temat časopisa Gradac (1983)
- Vežbanje mašte, detinjstvo i mladost Nikole Tesle (1996, 2004, 2006)
- Časovi iz pesništva i iz lepe književnosti(2001)
- Mala kutija (2004)
- Almanah samizdata (2006)
- Studio za novi strip (2007)

### Izabrane priče
- Velika dama želi maglovito jutro (1996).

### Drame
- Život je noć, o padu Užičke republike (1941).

## Spoljašnje veze
- Andrićeva nagrada za Milenka Pajića
- Preminuo Milenko Pajić